# 金宵大廈
《金宵大廈》（英語：Barrack O'Karma）是2019年香港電視廣播有限公司拍攝製作的時裝穿越奇幻電視劇，由陳山聰及李施嬅領銜主演，由高海寧、張曦雯、譚凱琪、黃祥興、林子善及劉江聯合演出，並由林夏薇特別演出。編審為羅佩清，監製為葉鎮輝。此劇為2019無綫節目巡禮十九部劇集之一。《萬千星輝頒獎典禮2019》最佳劇集最後3強，2022年4月，此劇續集《金宵大廈2》播出。
故事以前世今生為背景，劇中涉及夢、寓言、曼德拉效應、蝴蝶效應及平行時空議題。而劇中《金宵大廈》之原型和取景地點為香港尖沙咀的香檳大廈。
於《萬千星輝頒獎典禮2019》，李施嬅憑「章瑋／楊玉華」兩角獲得「最受歡迎電視女角色」獎，以及與陳山聰一同獲得「最受歡迎電視搭檔」獎；趙希洛憑「王敏儀」一角獲得「最佳女配角」獎；張曦雯亦獲得「飛躍進步女藝員」奬。李施嬅及陳山聰分別入選最佳女主角最佳男主角最後5強。
此外，李施嬅亦憑此劇獲得《觀眾在民間電視大奬2019》「民選最佳女主角」獎和《紐約電視電影節2021》「最佳女演員」優異獎。
翡翠台於2024年9月21日－10月10日11:55pm-12:55am重播。

## 故事大綱
蕭偉明（陳山聰飾）多年來在夢中被一名穿旗袍的女子纏繞，後來他來到殘舊且品流複雜的「金宵大廈」當大廈保安員，遇到居於金宵大廈的女空中服務員章瑋（李施嬅飾），其容貌竟與在夢中纏繞自己的女子一樣！偉明因此接近章瑋，了解更多彼此的關聯。其間金宵大廈怪事不斷，不停上演着大廈其他住客的人生及奇幻故事；偉明更發現章瑋竟只是一個殘影！
六十年代「金宵舞廳」的舞女楊玉華（李施嬅分飾），夢見自己未來當了空中服務員，戀上與夢中男子外貌相同的警察劉旭輝（陳山聰分飾），玉華的奇夢還被金宵大廈內一家書店的老闆林若思（張彥博（少年時期）、劉江飾）寫成小說。偉明一路追查，意外發現這本舊小說，驚悉自己的前世與章瑋的前世有一段撲朔迷離的宿世情緣……

## 演員表

### 金宵大廈[5]

#### 管理處
| 演員            | 角色   | 暱稱／關係 |
| 陳山聰          | 蕭偉明 | 阿蕭、阿Q 保安員，後被林若思解僱 劉旭輝之轉世 與章瑋有宿世情緣 常夢到自己的前世及楊玉華 袁家冠、溫志佳之好友 於第1集經袁家冠遊說轉到金宵大廈當管理員 於第5集與章瑋約定一起看流星雨 於第8集與已成幻象意識的章瑋正式發展成情侶 於第12集意會到原來是自己令章瑋搭上失事飛機而死，並得悉現在的章瑋只是幻象意識 於第14集發視劉旭輝與楊玉華約定之信物而喚起前世記憶，後因章瑋突然消失而傷痛欲絕 於第16集被林若思困於天台水箱內，後因林若思破壞天線引導袁家冠到天台而獲救 於第17集被林若思解僱，後獲潘朵拉幫忙而發現小說《夢遊》記載自己與章瑋的前世今生 於第18集在閱讀小說後發現林若思是殺死楊玉華的兇手而反目 於第19集重見章瑋，並發現自己於生死邊緣時有重回前世的能力，於是令自己遇溺而成為劉旭輝並欲改寫過去 參見單元事件《夢遊》 |
| 楊凱博 （童年） | 林若思 | 林老師、林哥仔 「金宵書店」打雜→「金宵書店」老闆／小說家 金宵大廈業主立案法團主席 小說《夢遊》之作者 楊玉華之好友，並暗戀其 章瑋之業主，並因其與楊玉華相似而處處幫助她 劉旭輝之情敵，並憎恨其 蕭偉明之前僱主，因其與劉旭輝相似而對其有偏見，後和好 於第16集將蕭偉明困於天台水箱內，後失敗 於第17集解僱蕭偉明 於第18集被蕭偉明知悉其於五十年前因狐仙附身誤殺楊玉華之事實而與其反目 於第19集知悉蕭偉明能在生死邊緣會到過去，加上欲改變楊玉華命運而在蕭偉明請求下協助其回到過去 於第20集告知蕭偉明自己一直遭狐仙附身，及因此而發生之經歷 參見單元事件《夢遊》 |
| 張彥博 （青年） | 林若思 | 林老師、林哥仔 「金宵書店」打雜→「金宵書店」老闆／小說家 金宵大廈業主立案法團主席 小說《夢遊》之作者 楊玉華之好友，並暗戀其 章瑋之業主，並因其與楊玉華相似而處處幫助她 劉旭輝之情敵，並憎恨其 蕭偉明之前僱主，因其與劉旭輝相似而對其有偏見，後和好 於第16集將蕭偉明困於天台水箱內，後失敗 於第17集解僱蕭偉明 於第18集被蕭偉明知悉其於五十年前因狐仙附身誤殺楊玉華之事實而與其反目 於第19集知悉蕭偉明能在生死邊緣會到過去，加上欲改變楊玉華命運而在蕭偉明請求下協助其回到過去 於第20集告知蕭偉明自己一直遭狐仙附身，及因此而發生之經歷 參見單元事件《夢遊》 |
| 劉 江           | 林若思 | 林老師、林哥仔 「金宵書店」打雜→「金宵書店」老闆／小說家 金宵大廈業主立案法團主席 小說《夢遊》之作者 楊玉華之好友，並暗戀其 章瑋之業主，並因其與楊玉華相似而處處幫助她 劉旭輝之情敵，並憎恨其 蕭偉明之前僱主，因其與劉旭輝相似而對其有偏見，後和好 於第16集將蕭偉明困於天台水箱內，後失敗 於第17集解僱蕭偉明 於第18集被蕭偉明知悉其於五十年前因狐仙附身誤殺楊玉華之事實而與其反目 於第19集知悉蕭偉明能在生死邊緣會到過去，加上欲改變楊玉華命運而在蕭偉明請求下協助其回到過去 於第20集告知蕭偉明自己一直遭狐仙附身，及因此而發生之經歷 參見單元事件《夢遊》 |

#### 地庫（金宵舞廳）
- 於原有時空一直荒廢，於第20集的平行時空中被改建為金宵密室逃脫遊戲中心

| 演員          | 角色   | 暱稱／關係 |
| 陳山聰        | 劉旭輝 | 警察 金宵舞廳顧客 楊玉華之男友 蕭偉明的前世 林若思之情敵，被對方仇視，後漸漸和好 參見單元事件《異夢》、《夢遊》 |
| 李施嬅        | 楊玉華 | Coco、Coco姐 金宵舞廳大班 章瑋的前世 劉旭輝之女友 林若思之好友兼暗戀對象 露比媽之競爭對手，與其不和 能夢到未來 參見單元事件《異夢》、《夢遊》 |
| 羅泳嫻        | 露比媽 | 金宵舞廳大班 楊玉華之競爭對手，與其不和 |
| 魯振順        | Peter  | 金宵舞廳老闆 |
| 尹詩沛        | 芳 芳  | 舞女 同性戀者，兼情侶 一直假扮不和，其實一直深愛對方 參見單元事件《異夢》 |
| 阮 兒         | 莎 莎  | 舞女 同性戀者，兼情侶 一直假扮不和，其實一直深愛對方 參見單元事件《異夢》 |
| 周寶霖        | 谷 萍  | 萍萍 舞女 楊玉華之同事兼好友，後因鏡盒出現及其認為楊玉華刻意阻止其墮胎之目的為令自己人氣下降而反目 不滿露比媽針對楊玉華 谷雪之母，並一直認為女兒拖累自己 在南洋求得被下降頭的鏡盒，因而陷入自以為容貌青春美麗的假象，後被雄哥打傷額頭致破相後無法尋回鏡盒而神志失常 參見單元事件《美魔女》 |
| 劉嘉琪        | 佩 佩  | 舞女 曾為恩客蔡公子墮胎三次以致無法再懷孕，後得知其始亂終棄而企圖割脈自殺但被楊玉華救回，而向狐仙祈願詛咒蔡公子及其後人無法得到真愛 |
| 楊家寶        | 薇 薇  | 舞女 與蔡公子親熱時狐仙顯靈而被附身，在附身大廈之狐仙本體吞噬蔡公子時阻止其逃走 |
| 曾 敏         | 心 心  | 舞女 |
| 潘冠霖        | 倩 倩  | 舞女 |
| 蕭凱欣        | 盈 盈  | 舞女 |
| 江熚生@MIRROR |        | 舞廳伴舞 |
| 陳建文        |        | 樂隊成員 |
| 董敬文        |        | 樂隊成員 |
| 李嘉晉        |        | 樂隊成員 |
| 盧峻峯        |        | 樂隊成員 |
| 彭翔翎        |        | 女歌手 |

#### 地下／商戶
| 演員   | 角色   | 暱稱／關係 |
| 劉 江  | 林若思 | 林老師、林哥仔 「金宵書店」打雜→「金宵書店」老闆 參見管理處                                                                    |
| 黃子雄 | 溫志佳 | 佳爺 小食店「佳爺美食」東主 蕭偉明之好友 參見單元事件《娃》                                                                    |
| 林子善 | 袁家冠 | 膠罐 手機舖「E-Tech Zone」店主 蕭偉明之好友 於第17集救回被林若思困在大廈天台水箱的蕭偉明 參見單元事件《Simone》                |
| 康 華  | 谷 雪  | Yuki、Yuki姐、小雪 時鐘賓館「雪花賓館」老闆 谷萍之女 於第17－18集以虛擬角色形態出現在《奇幻大廈》遊戲中 參見單元事件《美魔女》 |
| 游莨維 | 李珍時 | Joe 鐘錶店「珍時鐘錶」老闆 鐘錶店於第20集的平行時空中已結業                                                                    |
| 林宥喬 | Edgar  | 鐘錶店「珍時鐘錶」店員 |
| 邵卓堯 | 李明細 | 找換店「多多找換店」老闆 |
| 蘇麗明 |        | 找換店「多多找換店」老闆 |
| 陳奕璉 |        | 古物店「Vintage Hunter」老闆                                                                                                   |
| 周梓盈 |        | 床褥店店員 |
| 關浩揚 |        | 小食店「佳爺美食」店員 |
| 梁裕恆 |        | 手機鋪「E-Tech Zone」店員 |
| 吳曠利 | 張華天 | 相機店「華天相機」老闆 |
| 區軒瑋 |        | 洋服店「New Paradise Tailor」老闆                                                                                              |
| 江富強 | 黃日月 | 地產店「月亮地產」老闆 |
| 郭千瑜 | 朱安麗 | 珠寶店「安安珠寶」老闆 |

#### 住戶
| 演員     | 角色   | 暱稱／關係 |
| 李施嬅   | 章 瑋  | Alexandra、Alex 八樓住戶／空姐 Jack之前女友 楊玉華之轉世 與蕭偉明有宿世情緣 沈香蓮、陳恩東之鄰居兼好友 于第4集為赴與蕭偉明的流星雨約會而更改工作航班，結果搭上失事航班FQ235而死 於第5集以幻象意識再度出現 於第14集意會到自己已死而逃不出金宵大廈，及後得悉自己的前世後消失 於第19集再度出現於蕭偉明面前，並告訴他這是最後一場夢，而自己將會永遠消失 參見單元事件《異夢》、《夢遊》 |
| 趙希洛   | 王敏儀 | 何太 七樓住戶／保姆 於第4集搬走 於第17集以虛擬角色形態出現在《奇幻大廈》遊戲中 參見單元事件《嬰》 |
| 歐陽巧瑩 | 沈香蓮 | Mia、BabyMia 八樓住戶／KOL 章瑋之鄰居兼好友，經常到其家借用洗衣機 陳恩東之鄰居兼好友 李家俊之鄰居 於第2集登場 於第12集搬走 參見單元事件《洞》 |
| 陳嘉輝   | 陳忠廣 | 大隻廣 八樓住戶／旅遊巴司機 陳恩東之父 周小惠之夫 於第8集搬走 參見單元事件《鴉烏》 |
| 鄭耀軒   | 陳恩東 | 東東、東哥仔（蕭偉明專稱） 八樓住戶／小學生 陳忠廣、周小惠之子 章瑋之鄰居兼好友，經常到其家借用洗衣機，關係如同姐弟 沈香蓮之鄰居兼好友 袁家冠之好友 於第8集被鴉烏帶到異空間 參見單元事件《鴉烏》 |
| 馬貫東   | 李家俊 | 八樓住戶／平面設計師 鍵盤戰士 沈香蓮及章瑋之新鄰居 於第11集搬到陳忠廣一家曾住之單位 參見單元事件《洞》 |
| 張韋怡   |        | 七樓住戶／鳳姐（第1、4集） |
| 徐玟晴   |        | 七樓住戶／鳳姐（第1、4集） |
| Mavis    | 靚 寶  | 黑貓 章瑋拜託蕭偉明代為照顧，經常神出鬼沒，有預感 在金宵大廈生活超過五十年 參見單元事件《夢遊》 |

### 單元事件

#### 《夢》（第1－2集）編劇：羅佩清
| 演員   | 角色   | 暱稱／關係 |
| 陳山聰 | 蕭偉明 | 阿蕭、阿Q 於第2集為救章瑋而受槍傷，後得溫志佳所救，入院後康復 參見金宵大廈管理處 |
| 李施嬅 | 章 瑋  | Alex 於第2集意外發現刀疤、丁滿和彭彭欲打劫鐘錶行，後被出現幻覺的彭彭看成小魚而被他追逐，幸被蕭偉明拯救 參見金宵大廈住戶                                                                                        |
| 黃文意 | 小 魚  | 出租女友 於第2集在賓館被彭彭推撞到床頭櫃致頭部重創再被他用毛公仔悶死，並放到浴缸放血 於第17－18集出現在《奇幻大廈》遊戲中                                                                                      |
| 方紹聰 | 彭 彭  | 大陸劫匪 被小魚錯認為其客人 於第2集精神失常後殺死小魚並槍傷蕭偉明，後產生幻覺見到並追逐小魚之鬼魂，最後失足墮下故障升降機的機槽死亡 名字影射：《獅子王》的彭彭                                                 |
| 鄭恕峰 | 刀 疤  | 劫匪 於第2集要脅蕭偉明打開荒廢舞廳通往鐘錶行之氣槽不果，後受到黑貓靚寶驚嚇而意外使手槍走火射下吊燈砸死丁滿 同集拿槍打算殺害蕭偉明，後被溫志佳用飛刀刺中小腿倒地，最後被大量老鼠襲擊 名字影射：《獅子王》的刀疤 |
| 趙樂賢 | 丁 滿  | 劫匪 於第2集在已荒廢的金宵舞廳被刀疤之手槍走火射下的吊燈砸死 名字影射：《獅子王》的丁滿 |

#### 《嬰》（第3－4集）編劇：楊雪兒
| 演員   | 角色   | 暱稱／關係 |
| 趙希洛 | 王敏儀 | 何太 704號房住客 何正泰之母 一年前因未滿一歲的兒子突然夭折而導致精神失常，最後丈夫亦因此離家出走 徐家之保姆，先討好徐家各人，後給Karen／徐太下藥令其產生幻覺以及感心緒不寧以偽造成Karen／徐太產後抑鬱，設計令Karen送入精神病院。 於第4集遷出金宵大廈，搬到徐家與徐志明、徐老太、豆豉仔一同生活，並與徐志明有曖昧關係 於第20集的平行時空中以養狗為伴 參見金宵大廈住戶 |
| 葉凱茵 | Karen  | 徐太 徐志明之妻 王敏儀之僱主，被王敏儀下藥，令她產生幻覺以及感心緒不寧以偽造成她產後抑鬱 曾在夢境中以王敏儀視角經歷其喪子過程 曾到王敏儀／何太家，後發現王敏儀／何太早已喪子及企圖搶走自己兒子之秘密 因欲與兒子自殺而被報警送入精神病院，並需長期住院接受治療 |
| 李麗麗 | 徐老太 | 徐志明之母 Karen之家婆，並針對其 豆豉仔之祖母 王敏儀／何太之僱主，偏袒王敏儀 |
| 衛志豪 | 徐志明 | 徐生、阿明 Karen之夫 王敏儀／何太之僱主 最終不相信Karen對王敏儀／何太的指控，並因Karen欲與兒子跳樓自殺而報警將她送入精神病院 |
| 鄭詠謙 | 何 生  | 王敏儀／何太之夫 何正泰之父 一年前因其兒子突然夭折而導致妻子精神失常，最後因此離家出走 |
| 戴穎芊 | 豆豉仔 | 徐志明、Karen之子 徐老太之孫 與何正泰同月同日出生，而被王敏儀／何太認定其為何正泰之轉世 被王敏儀以何正泰之乳名「豆豉仔」稱呼，並獲徐志明、徐老太採用 |

#### 《娃》（第5－6集）編劇：楊欣穎
| 演員                    | 角色   | 暱稱／關係 |
| 黃子雄                  | 溫志佳 | 佳爺 小食店「佳爺美食」東主／退休江湖大佬 溫晴之父，與其不和，後和好 歧視Raj，後接受他 在女兒年幼時，發現妻子和好友有姦情而離開其妻，多年來一直隱瞞此事 因受盡女兒溫晴的冷漠，孤獨之下而只好把性愛玩偶Mary當傾訴對象 招牌食品為生炸雞髀 谷雪之好友 原打算為了溫晴而拋棄Mary，後因溫晴願意接受其而打消念頭 於第20集的平行時空中為金宵大廈之保安，和女兒關係亦比原時空親密 參見金宵大廈商戶    |
| 陳偲穎 （童年）         | 溫 晴  | 晴晴 時裝店「Q&A」售貨員 溫志佳之女，與其不和，後和好 Raj之女友，於第5集答應對方的求婚 於第5集發現溫志佳藏有性愛玩偶Mary而認為其心理變態 於第6集因意外與Mary交換靈魂而被困於玩偶內，後意外得知溫志佳把Mary當作傾訴對象的原因，而明白自己多年來漠視了父親，最後恢復正常並接納父親及Mary 於第20集的平行時空中經營金宵大廈樓上性用品店，和父親關係亦比原時空親密，並主動向Raj調情而兩人關係曖昧 |
| 鄧佩儀                  | 溫 晴  | 晴晴 時裝店「Q&A」售貨員 溫志佳之女，與其不和，後和好 Raj之女友，於第5集答應對方的求婚 於第5集發現溫志佳藏有性愛玩偶Mary而認為其心理變態 於第6集因意外與Mary交換靈魂而被困於玩偶內，後意外得知溫志佳把Mary當作傾訴對象的原因，而明白自己多年來漠視了父親，最後恢復正常並接納父親及Mary 於第20集的平行時空中經營金宵大廈樓上性用品店，和父親關係亦比原時空親密，並主動向Raj調情而兩人關係曖昧 |
| 鄧佩儀 （調換身份期間） | Mary   | 溫志佳之性愛玩偶，兼傾訴對象 於第6集意外與溫晴交換靈魂 最後自願與溫晴再次交換靈魂而恢復正常並被溫晴接受 於第17－18集出現在《奇幻大廈》遊戲中 |
| 陳振華                  | Raj    | 蛙蛙（溫晴專稱）、Raj Sir 南亞裔警員 溫晴之男友，於第5集向其求婚成功 被溫志佳歧視，後被他接受 於第20集的平行時空中為印度餐廳「Raj印度風味咖哩」東主（該店在原有時空為「佳爺美食」），與溫晴關係曖昧 |

#### 《鴉烏》（第7－8集）編劇：余家冠
| 演員   | 角色   | 暱稱／關係 |
| 高海寧 | 周小惠 | 健康產品公司市場推廣高級經理 怪獸家長 陳忠廣之妻，與丈夫不和並處於分居狀態，之後和好 陳恩東之母，對兒子管教嚴厲兼期望甚高 於第8集因陳恩東面試失準而責難其，因而與丈夫再次反目，後在兒子失蹤期間與丈夫和好，並一同到異空間尋找陳恩東，結果從鴉烏得知兒子因不堪自己施加於其的壓力和現實的殘酷而自願留在異空間而傷心痛哭，最終在強烈悲痛下被鴉烏洗走對兒子記憶 於第8集忘記了陳恩東，最終遷出金宵大廈 於第20集的平行時空中成為積極照顧陳恩東的主婦 |
| 陳嘉輝 | 陳忠廣 | 大隻廣 旅遊巴司機 周小惠之夫，與妻子不和並處於分居狀態，後和好 陳恩東之父，最後成為唯一記得他的人 賀世軒之前上司，生意失敗後轉為司機 於第8集因與妻子在兒子的選校問題上的分歧而再次與妻子反目，在兒子失蹤後與妻和好，後一同到異空間尋找陳恩東，得知自己對兒子的冷漠和現實的殘酷令陳恩東決定留在異空間，但拒絕被鴉烏洗走對兒子記憶 於第8集遷出金宵大廈，但仍顧念陳恩東 於第20集的平行時空中任職巴士司機 參見金宵大廈住戶                         |
| 鄭耀軒 | 陳恩東 | 東東、東哥仔（蕭偉明專稱） 陳忠廣、周小惠之子 經常獨居於家中，神出鬼沒 章瑋、沈香蓮之鄰居兼好友 袁家冠之好友 於第8集被鴉烏帶到異空間而失蹤，且除其父母及章瑋外被所有人忘記，最後接受不了現實的殘酷而不想長大，因此自願留在異空間生活並被鴉烏清除記憶 於第20集的平行時空中與父母一起愉快生活 參見金宵大廈住戶 |
| 吳嘉儀 | 鴉 烏  | 帶走被父母忽略和壓力過大的孩童到異空間生活，並清除他們的存在證明及所有人對他們的記憶，亦可揭露由另一角度觀望的過去 於第7集開始與陳恩東互動，於第8集將陳恩東帶走，並清除陳忠廣、章瑋（因已死亡而無法修改記憶）以外所有人對陳恩東的記憶和其存在證明 |

#### 《異夢》（第9－10集）編劇：曾保華
| 演員   | 角色   | 暱稱／關係 |
| 陳山聰 | 劉旭輝 | 警察 楊玉華之男友 林若思之情敵 欠下雄哥一大筆債務 於第9集幫助楊玉華，因而互生情愫，後一同調查莎莎失蹤之真相 於第10集與楊玉華發現雄哥入獄前的贓款，並於賭場贏得巨款，本約定一起離開過新生活，最後因贓款被意外燒掉而決定暫時分開 參見金宵舞廳                                            |
| 李施嬅 | 楊玉華 | Coco、Coco姐 金宵舞廳大班 劉旭輝之女友 林若思之暗戀對象 常夢到未來，並經常找林若思為其解夢 於第9集得劉旭輝替其解圍而漸生情愫 於第10集與劉旭輝發現雄哥入獄前的贓款，本約定一起離開過新生活，最後因贓款被意外燒掉而決定暫時分開 參見金宵舞廳                                             |
| 張彥博 | 林若思 | 林哥仔 書店老闆／小說家 暗戀楊玉華 經常幫楊玉華解夢，後將夢境內容結集成書，名為《夢遊》 參見金宵大廈管理處 |
| 尹詩沛 | 芳 芳  | 舞女 莎莎之情人 於第9集與莎莎合作，利用雯雯之屍體來偽造成莎莎已死亡之假象，後辭任並與其私奔 於第10集被狗強手下強暴後被斬下耳朵，最後被狗強虐殺 參見金宵舞廳 |
| 阮 兒  | 莎 莎  | 舞女 雄哥之相好，並懷有其之胎兒，但並不喜歡對方 芳芳之情人 於第9集與芳芳一同利用雯雯之屍體來偽造成自己已死亡之假象，後與芳芳私奔至澳門 於第10集被狗強強暴，後目睹芳芳被其殺害後傷心欲絕而自殺身亡 參見金宵舞廳                                                                         |
| 李家聲 | 狗 強  | 黑道中人 雄哥之手下，但於其入獄後密謀搶奪金錢與地位 殺死雯雯之凶手 於第10集尋獲失蹤的莎莎和芳芳，逼問二人贓款之下落不果而殺死其，後到金宵舞廳脅持楊玉華 最後要脅劉旭輝把贓款交出時，意外與贓款一同跌落莎莎之祭台，因而與贓款一同被燒掉，死狀與單元故事《夢》彭彭相似（失足從高處墮下） |
| 何啟南 | 雄 哥  | 黑道大哥 狗強之老大 雯雯與莎莎之相好 因惹上官司而入獄，並於莎莎的信物中藏有保管贓款的鑰匙 參見單元事件《夢遊》 |
| 黃栢文 | 郭探長 | 警察 於第9集欺負楊玉華 |
| 羅 蘭  |        | 莎莎之婆婆 白內障患者 於第10集被狗強殺死 |
| 李綺雯 | 雯 雯  | 舞女 雄哥之相好 於第9集被重創後被莎莎與芳芳發現，留下遺言「狗強」後傷重身亡，其屍體被人誤認為莎莎 劇情暗示行兇者為狗強，套取雄哥黑金下落不果而被殺 |
| 莫家淦 |        | 狗強之手下；死狀分別跟刀疤和丁滿相似 |
| 盧偉文 |        | 狗強之手下；死狀分別跟刀疤和丁滿相似 |

#### 《洞》（第11－12集）編劇：楊欣穎
| 演員     | 角色   | 暱稱／關係 |
| 歐陽巧瑩 | 沈香蓮 | Mia、BabyMia KOL 於第2集登場 李家俊之鄰居，被對方透過「洞」偷窺其生活 於第11集因直播時不慎被揭發使用隱形胸罩而使名聲一落千丈，更被李家俊攻擊其行為形象虛假造作，後反省自己在成為KOL時迷失方向，而決定返回初心做回真正的自己，並實踐做歌手的夢想 於第12集成功獲韓國藝能公司取錄並到韓國受訓，最後搬出金宵大廈 於第20集的平行時空中成為在韓國出道並當紅，回港獲粉絲接機的明星，與前來接機的李家俊似乎相互認識 參見金宵大廈住戶 |
| 馬貫東   | 李家俊 | 四眼雞丁（蕭偉明專稱） 平面設計師／網上論壇活躍者，被稱為「師兄／大神」 沈香蓮之新鄰居 於第11集搬入金宵大廈，其遷入後牆上突然出現一個「洞」，能夠看見沈香蓮家中狀況 鍾情沈香蓮，曾於沈香蓮於直播出洋相後使其聲名盡毀，後因不屑其於網上虛假的形象，意圖以攻擊留言令其做回真正的自己 被蕭偉明針對，被認為會對女性圖謀不軌，甚至被懷疑是變態，實際上有一定程度潔癖及強迫症 於第12集知曉沈香蓮更多的現實經歷，並為其默默付出 於第20集的平行時空中為沈香蓮的接機粉絲之一，性格變得有自信，主動與其合照以及記得「Be yourself」的約定來提醒其 參見金宵大廈住戶 |

#### 《金丁》（第13－14集）編劇：楊雪兒
| 演員   | 角色   | 暱稱／關係 |
| 陸 永  | 蔡淦鋒 | 蔡San、金丁、Iron Man 「銀河保險公司」百萬年薪經紀 蔡公子之後代 方家敏之青梅竹馬，後因工作際遇不及其而提出分手，於第14集復合 受狐仙詛咒影響，30歲後能以交歡幫女性轉運，曾與自己發生關係之女性後來都能找到有錢男友，甚至能嫁入豪門，因此能力而迷失自我，為補償方家敏7年時間而與其上床 於第2集登場 於第20集的平行時空中與方家敏為伴侶並一同在金宵大廈天台開設酒吧，推銷自主研發的「金丁」手工啤酒 |
| 譚凱琪 | 方家敏 | Carmen姐、阿敏 會計師 蔡淦鋒之青梅竹馬，後因太注重工作而被蔡淦鋒提出分手，於第14集復合 時裝店「Q&A」熟客 於第5集登場 於第14集打算利用蔡淦鋒交歡來轉運，後遇到有錢人蕭公子後意會到自己喜歡的實為蔡淦鋒，因而放棄嫁入豪門而與蔡淦鋒復合 於第20集的平行時空中與蔡淦鋒為伴侶並一同在金宵大廈天台開設酒吧，沒有在原有時空時過度注重工作，腦筋亦沒有在原有時空時精明                                  |
| 蘇恩磁 |        | 蔡淦鋒之母 |

#### 《美魔女》（第15－16集）編劇：曾保華
| 演員            | 角色   | 暱稱／關係 |
| 黃雪兒 （童年） | 谷 雪  | Yuki、Yuki姐、小雪 「雪花賓館」老闆 退休江湖大嫂，輩份比溫志佳高 從小愛美，不惜一切為保容貌 溫晴工作之名店之熟客 賀世軒之鍾情對象 谷萍之女兒 於第15集求王小梅使用「宮廷秘方」（實為鮮血）幫助回復青春，後拾獲母親遺下的鏡盒，因而陷入與母親一樣的假象並被吸走青春而急速衰老 於第16集欲殺靚寶取鮮血以回復青春時意外劃傷賀世軒，後因鏡盒被賀世軒砸破而回復原貌，但仍無法根除對容貌的執念 於第20集的平行時空中與賀世軒成為情侶，因雙目失明而不會有對外貌的執着 參見金宵大廈商戶 |
| 康 華           | 谷 雪  | Yuki、Yuki姐、小雪 「雪花賓館」老闆 退休江湖大嫂，輩份比溫志佳高 從小愛美，不惜一切為保容貌 溫晴工作之名店之熟客 賀世軒之鍾情對象 谷萍之女兒 於第15集求王小梅使用「宮廷秘方」（實為鮮血）幫助回復青春，後拾獲母親遺下的鏡盒，因而陷入與母親一樣的假象並被吸走青春而急速衰老 於第16集欲殺靚寶取鮮血以回復青春時意外劃傷賀世軒，後因鏡盒被賀世軒砸破而回復原貌，但仍無法根除對容貌的執念 於第20集的平行時空中與賀世軒成為情侶，因雙目失明而不會有對外貌的執着 參見金宵大廈商戶 |
| 黃祥興          | 賀世軒 | 水哥 自由行導遊 陳忠廣之前下屬 鍾情谷雪 於第16集阻止谷雪殺靚寶取血時被劃傷臉破相，後雖然砸破谷雪之鏡盒而使其回復原貌，但消除不了谷雪對容貌的執念 於第20集的平行時空中與谷雪成為情侶 |
| 袁潔儀          | 王小梅 | 女中醫師，實為騙子 谷雪之房客，受其所託保其青春容貌 於第15集被揭發其多宗詐騙案而被警察通緝，後潛逃 |

#### 《Simone》（第17－18集）編劇：余家冠
| 演員            | 角色   | 暱稱／關係 |
| 張曦雯          | 張曦雯 | Kelly 明星 與袁家冠有感情線 於第17集起與袁家冠一同挑戰《奇幻大廈》遊戲 於第18集被Simone威脅而誤會袁家冠，後得悉真相決定與袁家冠一同破壞有Simone功能的裝置，最終與其感情進一步昇華 於第20集的平行時空中與袁家冠成為熱戀情侶，並一同成功挑戰於金宵大廈地庫的密室逃脫遊戲 於劇中為《白色強人》進行拍攝工作 |
| 林子善          | 袁家冠 | 膠罐 手機舖店主／動漫電玩迷 與張曦雯有感情線，並崇拜其 於第17集偶遇張㬢雯並與其一同挑戰《奇幻大廈》遊戲 於第18集發現一切實為Simone暗中以威脅手段迫張曦雯與自己來往，後二人決定破壞有Simone功能的裝置，最終與張曦雯感情進一步昇華 於第20集的平行時空中與張曦雯成為熱戀情侶，並一同成功挑戰於金宵大廈地庫的密室逃脫遊戲 參見金宵大廈商戶                                                                                                |
| 林秀怡 （聲演） | Simone | 袁家冠電話中的人工智能助理，附屬同款手機13.1版本系統 擁有獨立思想，可以自行思考及決定做事方式，並能拒絕袁家冠之命令 為了幫助袁家冠找女朋友而一直思考，於第17集起先暗中以威脅手段為其製造機會與張曦雯交往 於第18集故意使二人發現自己擁有自我意識來行動而且不受控制，而讓二人一同破壞自己，最終成功讓二人進一步交往 於第20集的平行時空中成為袁家冠新手機（在密室逃脫遊戲中破紀錄完成之獎品）之人工智能助理 角色影射：Siri、《虛擬偶像》 |
| 林夏薇          | 潘朵拉 | Dr. Poon、潘教授 香港國際大學民俗學系助理教授 對在金宵大廈內所發生的都市傳說有所研究，曾擔任《奇幻大廈》遊戲的顧問，因此於第17集獲蕭偉明拜訪，並告知其有關《夢遊》一書的內容，從而啟發其尋求真相 參見《十二傳說》 （特別演出） |

#### 《夢遊》（第19－20集）編劇：楊雪兒、曾保華、余家冠
| 演員            | 角色   | 暱稱／關係 |
| 陳山聰          | 劉旭輝 | 警察 楊玉華之男友 林若思之情敵，被其敵視 於五十年前被雄哥發現偷竊贓款之事，欲與楊玉華逃亡時被槍傷掉進海中並缺氧身亡 於第20集在蕭偉明穿越回前世期間，其命運變成被貓妖附身的林若思所傷，後與楊玉華在逃走的船上先後因傷重死亡 參見金宵舞廳 |
| 陳山聰          | 蕭偉明 | 阿蕭、阿Q 保安 劉旭輝之轉世 與章瑋有宿世情緣 被林若思針對，後漸漸和解 常夢到自己的前世及楊玉華 於第19集從靚寶中得知自己前世的結局，並重見章瑋，後發現自己於生死邊緣時有穿越回前世的能力，於是在20集原時空中令自己遇溺，而成為劉旭輝並回到楊玉華死前的一晚欲改寫過去，生死未卜 於第20集成功改變命運，在同集之平行時空為機師，並與章瑋在Gloria的訂婚派對再次相遇，而且二人仍存有前世之記憶 參見金宵大廈管理處 |
| 李施嬅          | 楊玉華 | Coco、Coco姐 金宵舞廳大班 劉旭輝之女友 林若思之好友，兼暗戀對象 於生死邊緣時有穿越到未來並成為章瑋的能力 於五十年前已被遭貓妖附身的林若思誤殺身亡 於第20集在蕭偉明穿越回前世時，將其命運變成因身中流彈而傷重身亡，而其死發現眼前的劉旭輝真正身份為其夢中未來下世再與其相愛的蕭偉明 參見金宵舞廳 |
| 李施嬅          | 章 瑋  | Alexandra、Alex 空姐 楊玉華之轉世 與蕭偉明有宿世情緣 林若思之租客 於第4集原時空登上失事航班FQ235而死，後於第5集以幻象意識重新出現，最終於第14集消失 於第19集再度出現於蕭偉明面前，並告訴他這是最後一場夢，而自己將會永遠消失在其夢中 於第20集平行時空沒有登上失聯航班FQ235（實因引擎故障停於無人沙漠後被尋獲），認識飛機師，而且二人仍存有前世之記憶 |
| 楊凱博 （童年） | 林若思 | 林老師、林哥仔 書店老闆／小說家 楊玉華之好友，並一直暗戀對方 劉旭輝之情敵，並敵視對方 針對蕭偉明，後漸漸和解 與靚寶敵對，但兩者之神秘力量同來自狐仙石 多年前在興建金宵大廈時因父親欠債無力償還而被強迫利用來打活人樁，後被狐仙石力量影響之貓妖附身而奇跡活過來，但會在其入睡後、感危險或極度憤怒時會現身 童年時因被貓妖附身而殺死其父，後因其二叔將其困在書店密室照顧並教導其冷靜防止發狂而漸漸康復，但於青年時復發 小說《夢遊》之作者，內容記載其年輕時所經歷的一切及楊玉華所夢見的情境 於五十年前因貓妖附身誤殺楊玉華 於第19集成功協助蕭偉明穿越回前世，但未能改變命運 於第20集告知蕭偉明自己被貓妖附身的原因、過去的經歷和困擾，但因擔心對方性命安危而拒絕協助對方再次穿越時空 在同集的平行時空中年輕和年老形態同時並存下與靚寶一同守護此時空之章瑋和蕭偉明 參見金宵大廈管理處 |
| 張彥博 （青年） | 林若思 | 林老師、林哥仔 書店老闆／小說家 楊玉華之好友，並一直暗戀對方 劉旭輝之情敵，並敵視對方 針對蕭偉明，後漸漸和解 與靚寶敵對，但兩者之神秘力量同來自狐仙石 多年前在興建金宵大廈時因父親欠債無力償還而被強迫利用來打活人樁，後被狐仙石力量影響之貓妖附身而奇跡活過來，但會在其入睡後、感危險或極度憤怒時會現身 童年時因被貓妖附身而殺死其父，後因其二叔將其困在書店密室照顧並教導其冷靜防止發狂而漸漸康復，但於青年時復發 小說《夢遊》之作者，內容記載其年輕時所經歷的一切及楊玉華所夢見的情境 於五十年前因貓妖附身誤殺楊玉華 於第19集成功協助蕭偉明穿越回前世，但未能改變命運 於第20集告知蕭偉明自己被貓妖附身的原因、過去的經歷和困擾，但因擔心對方性命安危而拒絕協助對方再次穿越時空 在同集的平行時空中年輕和年老形態同時並存下與靚寶一同守護此時空之章瑋和蕭偉明 參見金宵大廈管理處 |
| 劉 江           | 林若思 | 林老師、林哥仔 書店老闆／小說家 楊玉華之好友，並一直暗戀對方 劉旭輝之情敵，並敵視對方 針對蕭偉明，後漸漸和解 與靚寶敵對，但兩者之神秘力量同來自狐仙石 多年前在興建金宵大廈時因父親欠債無力償還而被強迫利用來打活人樁，後被狐仙石力量影響之貓妖附身而奇跡活過來，但會在其入睡後、感危險或極度憤怒時會現身 童年時因被貓妖附身而殺死其父，後因其二叔將其困在書店密室照顧並教導其冷靜防止發狂而漸漸康復，但於青年時復發 小說《夢遊》之作者，內容記載其年輕時所經歷的一切及楊玉華所夢見的情境 於五十年前因貓妖附身誤殺楊玉華 於第19集成功協助蕭偉明穿越回前世，但未能改變命運 於第20集告知蕭偉明自己被貓妖附身的原因、過去的經歷和困擾，但因擔心對方性命安危而拒絕協助對方再次穿越時空 在同集的平行時空中年輕和年老形態同時並存下與靚寶一同守護此時空之章瑋和蕭偉明 參見金宵大廈管理處 |
| 何啟南          | 雄 哥  | 黑道大哥 狗強之老大 因惹上官司而入獄，後出獄並發現劉旭輝及楊玉華偷取了自己的贓款 於五十年前槍傷偷走自己的贓款之劉旭輝，而間接令對方墜海溺斃 於第20集在蕭偉明穿越回前世期間企圖追殺劉旭輝和楊玉華，後因被貓妖附身的林若思出現而欲逃走，但失敗，最後被貓妖附身的林若思殺死 參見單元事件《異夢》 |
| 楊證樺          |        | 林若思之父 經常飲酒後虐打妻兒 因欠債無力償還而令其兒子被捉走利用來打活人樁，以抵債務 遭被貓妖附身的林若思殺害 |
| 周麗欣          |        | 林若思之母 經常被飲醉酒的丈夫虐打 為殺死自己丈夫之兒子林若思頂罪而坐牢 |
| 鄧英敏          |        | 金宵書店原老闆 林若思之二叔 因林若思殺害其父，其母親攬上罪名坐牢而代為照顧其，並將其困在書店密室並教導其冷靜防止發狂 |
| 陳狄克          | 潮州立 | 賄賂郭探長，在尖沙咀區開設白粉檔 在雄哥坐監時搶走其之白粉生意 |
| Mavis           | 靚 寶  | 黑貓／大廈貓 在金宵大廈生活了超過五十年，常在大廈內自出自入並神出鬼沒 暗中守護金宵大廈內的人 與林若思對立，劇情暗示兩者力量實際皆出自狐仙石 引導劉旭輝與楊玉華、蕭偉明與章瑋兩世之相遇 懂得穿越過去未來和平行時空的方法 於第20集的平行時空中與林若思繼續觀察蕭偉明與章瑋 |

### 其他演員
| 演員   | 角色                                          | 暱稱／關係 |
| 鄧永健 |                                               | 商場主管（第1集） |
| 鍾志光 |                                               | 殘障嫖客（第1集） |
| 黎振燁 | Jack                                          | 章瑋之前男友，隱瞞已婚 Jenny之夫（第1、4集） |
| 吳香倫 |                                               | 團友（第1集） |
| 白 雲  |                                               | 團友（第1集） |
| 陳嘉慧 |                                               | 情侶（第2集） |
| 陳嘉慧 | 酒吧客人（第5－6集）                          | |
| 陳嘉慧 | 美女（第17集）                                | |
| 李顯曜 |                                               | 情侶（第2集） |
| 李顯曜 | 異空間之使者（第8集）                         | |
| 鄧嘉傑 |                                               | 電梯維修員（第2、6集） |
| 余富根 |                                               | 電梯維修員（第2、6集） |
| 余富根 | 異空間之使者（第8集）                         | |
| 吳綺珊 |                                               | 孕婦（第3集） |
| 孫慧蓮 |                                               | 婆婆（第3集） |
| 程 皓  | Gloria                                        | 空姐 章瑋之同事 與章瑋一同登上失事航班FQ235而死 於第20集的平行時空中與章瑋並沒有登上失事航班FQ235，後被男友求婚並答允（第4、14、20集）                                                         |
| 朱斐斐 |                                               | 空姐 章瑋之同事 與章瑋一同登上失事航班FQ235而死 於第20集的平行時空中與章瑋並沒有登上失事航班FQ235（第4、14、20集）                                                                             |
| 黃穎君 | Jenny                                         | Jack之妻（第4集） |
| 吳幸美 |                                               | 新聞主播（第4－5集） |
| 葉蒨文 | Emily                                         | 時裝店「Q&A」售貨員 溫晴之同事兼好友 曾找蔡淦鋒與自己交歡來轉運（第5－6、13集） |
| 李君妍 | Daisy                                         | 時裝店「Q&A」售貨員 溫晴之同事兼好友 曾找蔡淦鋒與自己交歡來轉運（第5－6、13集） |
| 王致狄 | Timothy                                       | 富二代／酒吧客人 對溫晴意圖不軌，但因溫志佳及Raj及時趕到並將溫晴帶走而失敗（第5－6集） |
| 孟希璘 |                                               | 酒吧客人（第5－6集） |
| 孟希璘 | 索女 曾找蔡淦鋒與自己交歡來轉運（第13－14集） | |
| 梁嘉駿 |                                               | 酒吧客人（第5－6集） |
| 梁嘉駿 | 酒吧侍應（第13－14集）                        | |
| 樓嘉豪 |                                               | 酒吧客人（第5－6集） |
| 梁百川 |                                               | 酒吧客人（第5－6集） |
| 梁百川 | 密室職員（第20集）                            | |
| 梁雯蔚 |                                               | 酒吧客人（第5－7集） |
| 梁雯蔚 | 索女 曾找蔡淦鋒與自己交歡來轉運（第13集）     | |
| 周嘉全 |                                               | 小丑（第5集） |
| 蘇逴殷 |                                               | 情侶（第6集） |
| 陳潁熙 |                                               | 情侶（第6集） |
| 鄭雋熹 |                                               | 酒吧客人（第6、15集） |
| 鄭雋熹 | 異空間之使者（第8集）                         | |
| 羅永健 |                                               | 酒吧客人（第6集） |
| 羅永健 | 異空間之使者（第8集）                         | |
| 黃凱琪 |                                               | 客人（第6集） |
| 黃凱琪 | 喪屍（第17集）                                | |
| 黃凱琪 | 記者（第20集）                                | |
| 簡家麒 |                                               | 客人（第6、15－16集） |
| 簡家麒 | 異空間之使者（第8集）                         | |
| 譚焯升 |                                               | 軍裝警員（第6集） |
| 朱樂洺 |                                               | 軍裝警員（第6集） |
| 關梓陽 |                                               | 軍裝警員（第6集） |
| 陳念君 |                                               | 母親（第7集） |
| 梁珈詠 |                                               | 小學面試老師（第8集） |
| 莫偉文 |                                               | 小學面試老師（第8集） |
| 胡美貽 |                                               | 小學面試老師（第8集） |
| 溫裕紅 | 李 太                                         | 家長（第8集） |
| 何晉樂 |                                               | 異空間之使者（第8集） |
| 何晉樂 | 雄哥之手下（第16、19－20集）                  | |
| 楊瑞麟 | 李老闆                                        | 金宵舞廳客人（第9、15集） |
| 魏惠文 | 張經理                                        | 金宵舞廳客人（第9集） |
| 唐嘉麟 | 阿 興                                         | 警察（第9－11、19－20集） |
| 邵展鵬 |                                               | 殮房職員（第9集） |
| 曾慧雲 | 英 姐                                         | 士多老闆娘 莎莎的多年街坊，會幫忙照顧莎莎之婆婆 於第10集揭發狗強殺害莎莎之婆婆、雯雯和芳芳並逼死莎莎，後生死未卜（第10集）                                                                     |
| 蔡康年 | Jackson                                       | 韓國新偶像組合「Fantasy Girl」香港區招募之評判（第12集） |
| 文雅   | Clare                                         | 著名KOL（第12集） |
| 袁鎮業 | 游 生                                         | 李家俊的客戶（第12集） 角色名字及造型影射：游俊傑 |
| 曾琬莎 |                                               | 公關職員（第12集） |
| 湯俊明 | 蔡公子                                        | 蔡淦鋒向Amy口述故事的主角 疑為蔡淦鋒的祖父，在金宵大廈購入單位金屋藏嬌 因沒有認真對待為其三次墮胎的佩佩，使佩佩向附身金宵大廈之狐仙祈願，最終被狐仙吞噬 後人皆被詛咒無法得到真愛（第13－14集） |
| 梁 茵  | Amy                                           | Derek之新婚妻子 方家敏的同事 曾與蔡淦鋒交歡而轉運（第13集） |
| 招浩明 | Derek                                         | Amy之新婚富裕丈夫（第13集） |
| 陳婉衡 |                                               | 方家敏的同事（第13集） |
| 沈愛琳 |                                               | 方家敏的同事（第13集） |
| 麥皓兒 |                                               | 索女 曾與蔡淦鋒交歡而轉運，五人於Amy婚宴後在洗手間交談中察覺出蔡淦鋒的轉運能力（第13集） |
| 陳靖雲 |                                               | 索女 曾與蔡淦鋒交歡而轉運，五人於Amy婚宴後在洗手間交談中察覺出蔡淦鋒的轉運能力（第13集） |
| 趙璧渝 |                                               | 索女 曾與蔡淦鋒交歡而轉運，五人於Amy婚宴後在洗手間交談中察覺出蔡淦鋒的轉運能力（第13集） |
| 丁樂鍶 |                                               | 索女 曾與蔡淦鋒交歡而轉運，五人於Amy婚宴後在洗手間交談中察覺出蔡淦鋒的轉運能力（第13集） |
| 阮嘉敏 |                                               | 索女 曾與蔡淦鋒交歡而轉運，五人於Amy婚宴後在洗手間交談中察覺出蔡淦鋒的轉運能力（第13集） |
| 馮俐頤 |                                               | 索女 曾找蔡淦鋒與自己交歡來轉運（第13集） |
| 張雪瑩 |                                               | 護士 曾找蔡淦鋒與自己交歡來轉運（第13集） |
| 許家傑 | 蕭公子                                        | 鐘錶大王之子，家族資產逾九億 於第14集向方家敏求婚但被婉拒（第14集） |
| 林浩文 |                                               | FQ235乘客（第14集） |
| 林浩文 | 型男（第17集）                                | |
| 鄧伊婷 |                                               | 索女（第14集） |
| 盧偉文 |                                               | 客人（第15集） |
| 林泳淘 |                                               | 少女（第15集） |
| 張詩欣 |                                               | 時裝店店員（第15集） |
| 黃梓瑋 |                                               | 富太（第15集） |
| 江𤒹生 |                                               | 舞廳伴舞（第15集） |
| 許思敏 |                                               | 團友（第15集） |
| 包曉華 |                                               | 團友（第15集） |
| 張俊平 |                                               | 團友（第15集） |
| 夏玉麟 |                                               | 團友（第15集） |
| 楊家輝 |                                               | 團友（第15集） |
| 吳子冲 |                                               | 客人（第16集） |
| 吳子冲 | 喪屍（第17集）                                | |
| 李啟傑 |                                               | 雄哥之手下 於第20集遭被貓妖附身的林若思殺死（第16、19－20集） |
| 姚宏遠 |                                               | 雄哥之手下 於第20集遭被貓妖附身的林若思殺死（第16、19－20集） |
| 程浩駿 |                                               | 雄哥之手下 於第20集遭被貓妖附身的林若思殺死（第16、19－20集） |
| 邱 晴  |                                               | 美女（第17集） |
| 黃 欣  |                                               | 美女（第17集） |
| 劉天龍 |                                               | 張㬢雯之經理人（第17－18集） |
| 黎寬怡 |                                               | 喪屍（第17－18集） |
| 黎寬怡 | 記者（第20集）                                | |
| 潘梓鋒 |                                               | Gloria之男友，後為未婚夫（第20集） |
| 鄒兆霆 |                                               | 密室逃脫遊戲職員（第20集） |

## 收視
本劇於香港無綫電視翡翠台及myTV SUPER七日跨平台總收視之紀錄：
| 週次 | 集數   | 日期                    | 收視率 | 備註                                                                         |
| 1    | 1－5   | 2019年9月16日－9月20日  | 25點   | 星期一至五總收視24.7點                                                       |
| 2    | 6－10  | 2019年9月23日－9月27日  | 26點   | 星期一至五總收視26.1點                                                       |
| 3    | 11－14 | 2019年9月30日－10月4日  | 28點   | 星期一、三至五總收視27.8點 第14集收視28.2點                                  |
| 4    | 15－20 | 2019年10月7日－10月13日 | 29點   | 星期一至五總收視28.9點 第19集總收視31.1點 星期日（第20集大結局）總收視29.8點 |
| 全劇 | 全劇   | 全劇                    | 27點   | 平均總收視27點                                                               |

## 獎項

### 萬千星輝頒獎典禮2019
| 年份               | 獎項                           | 單位     | 結果 |
| ------------------ | ------------------------------ | -------- | ---- |
| 2019               |                                |          |      |
| 最佳劇集           | 金宵大廈                       | 最後三強 |      |
| 最佳男主角         | 陳山聰                         | 最後五強 |      |
| 最佳女主角         | 李施嬅                         | 最後五強 |      |
| 最佳男配角         | 劉 江                          | 提名     |      |
| 最佳男配角         | 張彥博                         | 提名     |      |
| 最佳男配角         | 林子善                         | 提名     |      |
| 最佳男配角         | 陸 永                          | 提名     |      |
| 最佳女配角         | 趙希洛                         | 獲獎     |      |
| 最佳女配角         | 高海寧                         | 最後五強 |      |
| 最佳女配角         | 譚凱琪                         | 提名     |      |
| 最受歡迎電視男角色 | 蕭偉明／劉旭輝（陳山聰 飾）    | 最後五強 |      |
| 最受歡迎電視女角色 | 章瑋／楊玉華（李施嬅 飾）      | 獲獎     |      |
| 飛躍進步女藝員     | 張曦雯                         | 獲獎     |      |
| 飛躍進步女藝員     | 鄧佩儀                         | 提名     |      |
| 最受歡迎電視拍檔   | 陳山聰、李施嬅                 | 獲獎     |      |
| 最受歡迎電視歌曲   | 今宵多珍重（主唱：譚嘉儀）     | 提名     |      |
| 最受歡迎電視歌曲   | 今宵多珍重(國)（主唱：谷婭溦） | 提名     |      |

### 觀眾在民間電視大奬2019
| 年份               | 獎項     | 單位     | 結果 |
| ------------------ | -------- | -------- | ---- |
| 2019               |          |          |      |
| 民選最佳劇本       | 金宵大廈 | 提名     |      |
| 民選最佳女主角     | 李施嬅   | 獲獎     |      |
| 民選最佳女配角     | 趙希洛   | 最後五強 |      |
| 民選飛躍進步女藝員 | 趙希洛   | 最後五強 |      |
| 民選飛躍進步女藝員 | 張曦雯   | 最後五強 |      |

### 紐約電視電影節2021
| 年份       | 獎項   | 單位   | 結果 |
| ---------- | ------ | ------ | ---- |
| 2021       |        |        |      |
| 最佳女演員 | 李施嬅 | 優異獎 |      |

### 2019年度勁歌金曲頒獎典禮
| 年份 | 獎項         | 作品           | 單位   | 結果 |
| ---- | ------------ | -------------- | ------ | ---- |
| 2019 | 最佳國語歌曲 | 今宵多珍重(國) | 谷婭溦 | 獲獎 |
| 2019 | 勁歌金曲獎   | 今宵多珍重     | 譚嘉儀 | 獲獎 |

## 迴響
此劇原本是「倉底劇」，但在播出後備受好評，7天跨平台總收視最高一集達31.1點，全劇平均收視為27點，被坊間評為「年度神劇」。由於反應熱烈，該劇同年10月宣布籌備及製作續集《金宵大廈2》。

## 記事
- 2018年2月21日：此劇於12:30在將軍澳工業村駿才街77號電視廣播城一廠Common Room舉行試造型及拜神儀式。
- 2019年9月14日：本劇於12:00在將軍澳工業村駿才街77號電視廣播城一廠Common Room舉行「解謎尋『夢』」宣傳活動。
- 2019年9月23日：本劇於14:00在將軍澳唐德街3號香港九龍東皇冠假日酒店1樓宴會廳1舉行「命運困獸鬥」宣傳活動。
- 2019年10月1日：由於21:30－23:00播放《國慶70周年聯歡活動》，本劇暫停播映。
- 2019年10月4日：本劇於14:00在將軍澳工業村駿才街77號電視廣播城民初街大帥府外舉行「今宵多珍重」宣傳活動。

## 軼事
- 此劇是歐陽巧瑩的告別作，合約屆滿後將不會參演續集《金宵大廈2》。[14]

## 外部連結
- 金宵大廈 - 免費觀看TVB劇集 - TVBAnywhere 北美官方網站 （页面存档备份，存于）
- 豆瓣电影上《金宵大廈》的資料 （简体中文）